# Giacomo Paganessi
Giacomo Paganessi (Bergamo, 7 febbraio 1977) è un ex assistente arbitrale di calcio italiano.

## Carriera
È arbitro dal 1995 e associato della sezione A.I.A. di Bergamo. Dalla stagione 2012-2013 è stato inserito nell'organico CAN A.
Dopo il percorso a livello provinciale e regionale, nel 2002 viene inserito nell'organico di CAN D con la qualifica di arbitro effettivo dove resta in carico per quattro stagioni. Dirige complessivamente 72 gare in serie D tra le quali il 18 dicembre 2005 il derby Cervia vs Cattolica del reality show Campioni il Sogno, coadiuvato dai colleghi Paolo Provesi e Paolo Pulcini (2-0. Gol 27' st Aruta, 43' st Colombo).
Nell'estate 2006, in pieno scandalo Calciopoli, partecipa e supera il corso di qualificazione per Assistenti Arbitrali e viene così inquadrato nel nuovo ruolo a disposizione della CAN PRO dove permane per quattro stagioni. Il 6 giugno 2010 viene designato per la finale playoff di andata Verona vs Pescara (2-2). Al termine di questa stagione viene promosso nella nuova commissione CAN B, creatasi dalla scissione tra CAN A e CAN B.
Il 28 agosto 2010 esordisce in Serie B, nell'incontro Crotone-Padova, dove coadiuva Filippo Merchiori. Nella prima stagione a disposizione della CAN B esordisce anche in Serie A, il 22 maggio 2011, in Brescia-Fiorentina, al fianco dell'arbitro Gianpaolo Calvarese. In Serie B totalizza, in due stagioni di permanenza, complessivamente 38 presenze e nell'estate 2012 viene promosso alla CAN A.
A livello europeo esordisce il 17 luglio 2014, nel secondo turno qualificazione alla Europa League, nell'incontro Botev Plovdiv-Sant. Polten. Durante terzo turno di qualificazione alla Champions League 2016-2017 fa la sua prima apparizione nella competizione, nella gara Astana-Celtic, dove coadiuva Paolo Silvio Mazzoleni.
Il 7 novembre 2019 esordisce nella fase a gironi di UEFA Europa League nella partita Wolfsburg-Gent coi colleghi arbitro Massimiliano Irrati, Matteo Passeri e Fabio Maresca (QU).
Il 17 giugno 2020 viene designato per la finale di Coppa Italia a Roma Stadio Olimpico nella partita Napoli-Juventus, dove coadiuva l'arbitro Daniele Doveri.
Il 1º settembre 2020 viene confermato in deroga ed integrato nell'organico della neonata CAN A-B, dove scende in campo sino al 30 giugno 2022, quando viene dismesso. A partire dalla stagione seguente 2022-23  viene inserito nel neonato gruppo AAVMO (Assistente VMO), continuando ad operare in Serie A e B con il ruolo di AVAR.

## Extra
Ha fatto parte della terna arbitrale della partita Zanetti And Friends Match For Expo, svoltasi il 4 maggio 2015.
È altresì testimonial aRenBì Onlus dal 2014.